# Leopold von Ledebur (skådespelare)

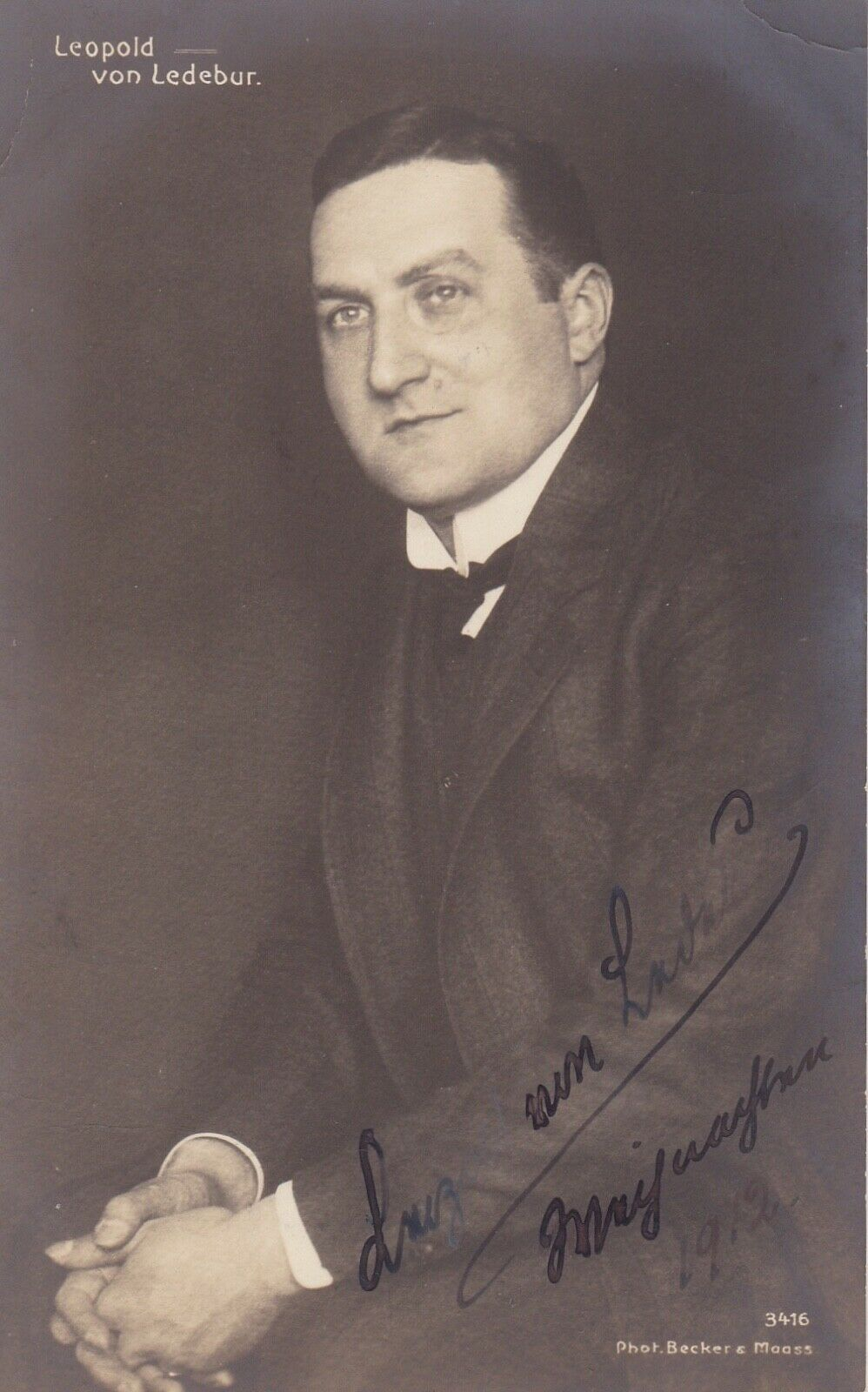
Leopold von Ledebur.

Leopold von Ledebur, född 18 maj 1876 i Berlin, död 22 augusti 1955 i Ruhwinkel, var en tysk skådespelare. von Ledebur började filma vid 1910-talets mitt och medverkade i tysk film fram till 1951. Han hade då gjort över 200 filmroller, under ljudfilmseran mest i smårollsfacket. 

## Filmografi, urval
- 1931 – Kärlekskommando
- 1933 – Det var en gång en musiker
- 1937 – Fridericus
- 1938 – En stormig bröllopsresa
- 1938 – Du och jag
- 1939 – Första försöket
- 1939 – Gäckande hatten
- 1941 – Komödianten
- 1941 – Magdalena kollrar bort chefen
- 1942 – Ett möte i natten
- 1943 – Johann
- 1949 – Vi har funnit varandra